# Stefan Grzesikiewicz

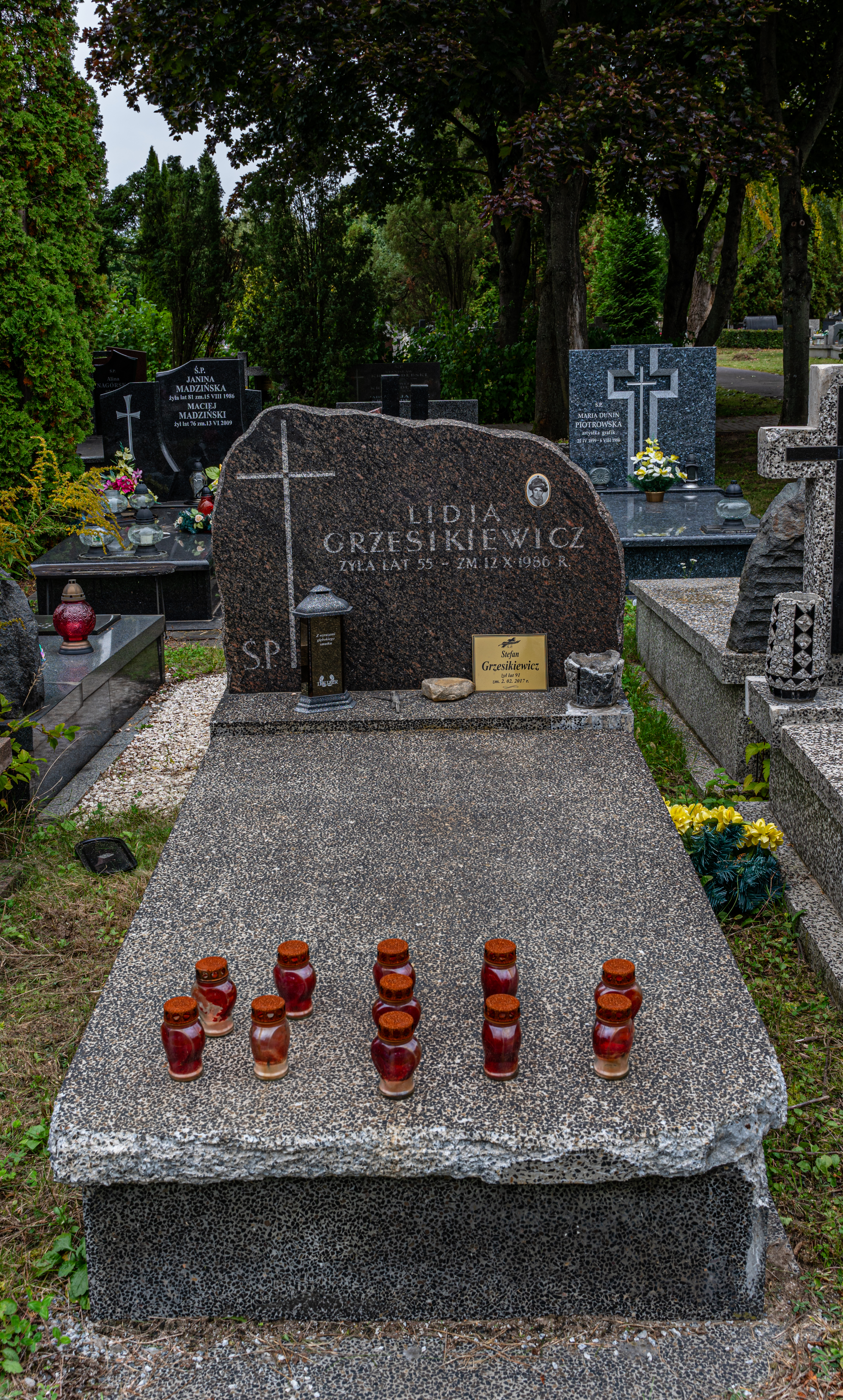
Grób Stefana Grzesikiewicza na cmentarzu komunalnym Północnym w Warszawie

Stefan Grzesikiewicz ps. Syfon (ur. 29 maja 1925 w Warszawie, zm. 2 lutego 2017 tamże) – żołnierz Armii Krajowej, powstaniec warszawski, działacz kombatancki i rzemieślniczy. 

## Życiorys
Podczas wojny pracował w warszawskim hotelu „Metropol”, gdzie został zwerbowany do Armii Krajowej przez swojego kierownika, Józefa Perę. W chwili wybuchu powstania warszawskiego był żołnierzem plutonu 693 Obwodu Praga Armii Krajowej w stopniu strzelca. Początkowo walczył na Grochowie, a następnie - po przeprawie przez Wisłę - na Mokotowie oraz w Śródmieściu (po przejściu kanałami) w szeregach pułków: „Baszta” i „Waligóra” oraz batalionu „Kiliński”. Po upadku powstania trafił do Stalagu IV-B Mühlberg (numer jeniecki 298661). Po wyzwoleniu obozu przez Armię Czerwoną w kwietniu 1945 roku wyruszył na południe Europy, celem zaciągnięcia się do 2 Korpusu Polskich Sił Zbrojnych na Zachodzie. Dotarłszy na teren dzisiejszych Włoch, wstąpił w szeregi 64 Pomorskiego batalionu piechoty 16 Brygady Piechoty PSZ. Wraz z jednostką został następnie przeniesiony do Wielkiej Brytanii, gdzie ukończył kurs stolarski. W grudniu 1947 roku powrócił do Polski.

Po wojnie był działaczem środowisk rzemieślniczych, m.in. piastując stanowisko Prezesa Zarządu Izby Rzemieślniczej m. st. Warszawy (1973-1981) oraz Dyrektora Izby Rzemieślniczej m.st. Warszawy (1981-1990), a po przejściu na emeryturę był społecznym Doradcą Prezesa i Dyrektora Mazowieckiej Izba Rzemiosła i Przedsiębiorczości w Warszawie oraz Fundacji Małych i Średnich Przedsiębiorstw w Warszawie. Uczestniczył we życiu środowisk kombatanckich, pełniąc m.in. funkcję skarbnika Zarządu Głównego Związku Kombatantów RP i Byłych Więźniów Politycznych.

Został pochowany na warszawskim cmentarzu Północnym.

## Nagrody i odznaczenia
Za swe zasługi został odznaczony Krzyżami: Komandorskim, Oficerskim i Kawalerskim Orderu Odrodzenia Polski, Warszawskim Krzyżem Powstańczym, Krzyżem Armii Krajowej, Złotym Medalem im. Jana Kilińskiego (1979) oraz Odznaką „Za Zasługi dla Związku Kombatantów RP i Byłych Więźniów Politycznych”. W 2006 roku został również uhonorowany „Szablą Kilińskiego”.